# Vaivadiškiai

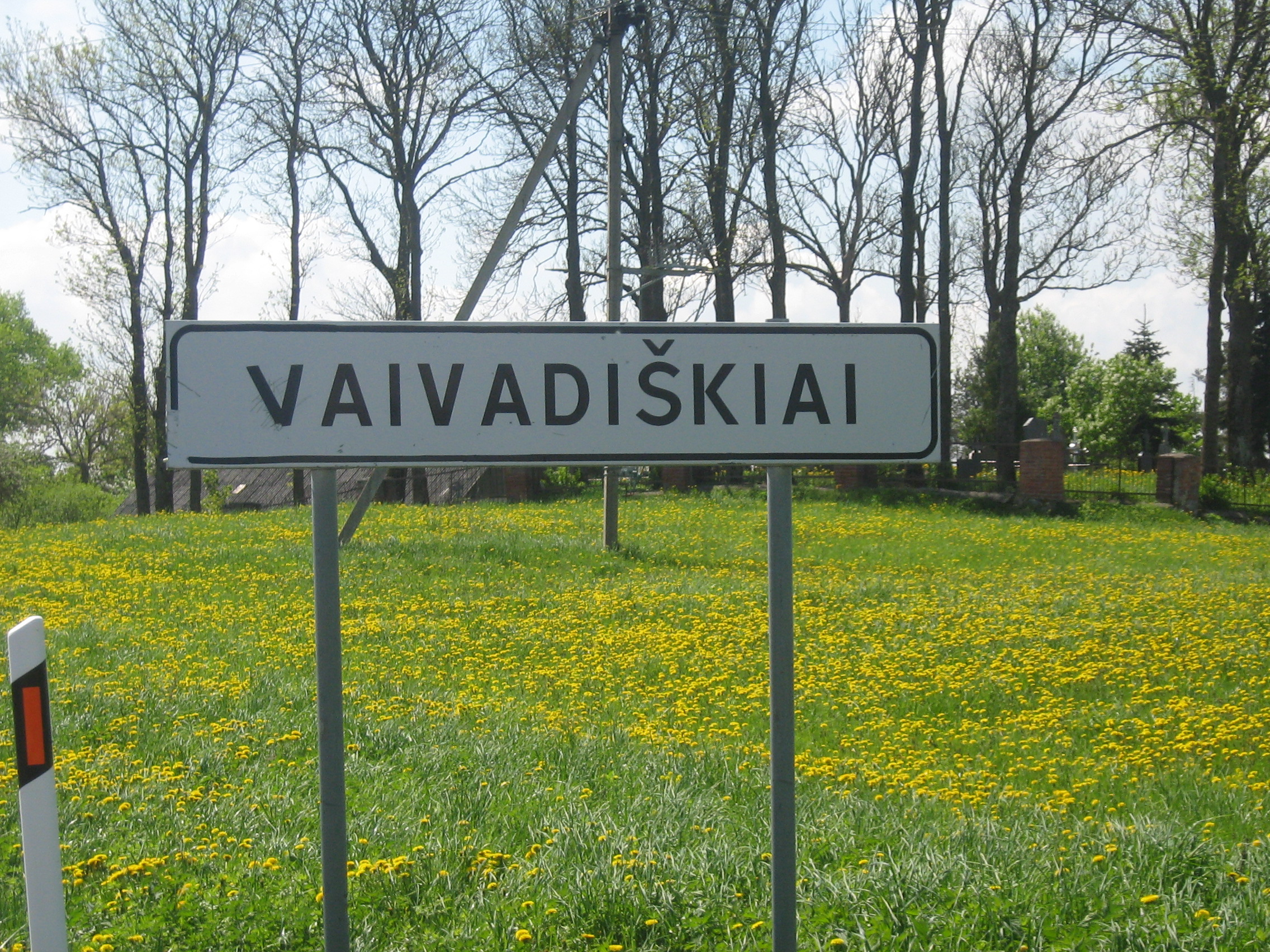

Vaivadiškiai ist ein Ort mit 167 Einwohnern (Stand: 2011) in Litauen, im Amtsbezirk Bukonys, in der Rajongemeinde Jonava, Bezirk Kaunas,  4 km südlich von Liepiai, an der Fernstraße nach Jonava–Liepiai–Pasraučiai. Vaivadiškiai ist das Zentrum des gleichnamigen Unteramtsbezirks. Im Norden des Dorfs gibt es den Friedhof.
Es gibt ein Postamt (LT-55434).  Der Ortsname ist abgeleitet vom litauischen Wort vaivada (poln. Woiwode), vom weiblichen Namen Vaiva.